# Emma (pel·lícula de 1996)
Emma és una pel·lícula de 1996 dirigida per Douglas McGrath i basada en la novel·la del mateix nom de Jane Austen. La seva principal protagonista és Gwyneth Paltrow qui interpreta el paper d'Emma Woodhouse.
La cinta va guanyar l'Oscar a la millor banda sonora. Un guardó que només tres cintes de Jane Austen han aconseguit: Pride and Prejudice de 1940 (Oscar a la millor direcció artística), Sentit i sensibilitat de 1995 (Oscar al millor guió adaptat) i Emma de 1996.
Ha estat doblada al català.

## Argument
La història narra un any en la vida d'Emma Woodhouse, una jove i rica lady que viu amb el seu pare a Highbury. Convertida en casamentera, busca els pretendents ideals per a les seves amigues, encara que els plans no sempre resultin com ella vol. Se sol equivocar jutjant els sentiments aliens i no té en compte sempre les diferències de classe. Els seus esforços se centren en una jove, la Harriet, de llinatge obscur, a qui vol emparellar amb Mr. Elton (qui resulta estar enamorat de la mateixa Emma i després es casa amb una dona rica i pressumptuosa) i Frank Churchill (ja secretament promès amb una altra noia). Però quan sembla que s'ajuntarà amb el seu estimat, abandona els seus plans i declara els seus sentiments. L'acció acaba en un casament entre els dos protagonistes. L'amor explícit entre tots dos és una de les diferències principals amb la novel·la en què es basa el guió.

## Repartiment[3]
| Intèrpret       | Personatge      | Veu en català  |
| --------------- | --------------- | -------------- |
| Gwyneth Paltrow | Emma Woodhouse  | Alicia Laorden |
| Jeremy Northam  | Sr. Knightley   | Abel Folk      |
| Ewan McGregor   | Frank Churchill | Eduard Itchart |
| Denys Hawthorne | Sr. Woodhouse   | Joaquim Díaz   |
| Toni Collette   | Harriet Smith   |                |

## Premis i nominacions[4]
Premis
- Oscar a la millor banda sonora

Nominacions
- Oscar al millor vestuari